# Dharmottariya
Dharmottarīya (pāli Dhammuttara, Dhammuttarika, Dhammuttariya) – nazwa jednej z osiemnastu wczesnych szkół buddyjskich, pochodzi ona od imienia jej założyciela – nauczyciela zwanego Dharmottara (co potwierdza Manjusripariprccha Sutra). Tradycyjne przekazy pochodzące z północno-zachodnich Indii mówią, iż była to pierwsza gałąź wyodrębniona z vatsīputrīya (vajjiputtakaya) około I wieku p.n.e i I n.e, gdyż prawdopodobnie mieli inne poglądy dotyczące Abhidharmy. Ciekawym jednak jest, że Kathavatthu (piąta z dziewięciu ksiąg Abhidharmy) nie wspomina wcale tej szkoły.
Zgodnie z przekazami kroniki Paramarthy, dharmottariya była jedną z czterech szkół, która dokończyła kompilację Abhidharmy Pitaki vatsīputrīyów w dziewięciu częściach (zwanej także Sariputra Abhidharma lub Dharmalaksana-Abhidharma). Były to komentarze dotyczące znaczenia sutr.
Niewiele wiadomo o ich doktrynie. Z dostępnych źródeł wynika, iż podstawową nauką była wiara, że narodziny wynikają z ignorancji a powstrzymanie kolejnych narodzin jest powstrzymaniem ignorancji. Dzielili pogląd mahāsaṃghików, sarvāstivādinów i kilku innych szkół o nie istnieniu atmana („duszy”, „ja”). Według nich, ktokolwiek uczy o atmanie ten jest heretykiem takim jak sekta tirthaków.